# Cenizas y diamantes (película)
Cenizas y diamantes (en polaco: Popiół i diament) es una película polaca, estrenada en 1958 y dirigida por Andrzej Wajda, basada en la novela de 1948 del mismo nombre de Jerzy Andrzejewski. Con esta película, Wajda completó su trilogía de la guerra, de la que anteriormente formaban parte Pokolenie (Generación, 1955) y Kanal (1957). 

## Argumento
El 8 de mayo de 1945, en algún pequeño pueblo polaco, el día en el que Alemania se rindió oficialmente, Maciek (Zbigniew Cybulski) y Andrzej (Adam Pawlikowski), dos soldados de la Armia Krajowa, el Ejército Nacional, deben asesinar al comisario comunista Szczuka, pero fallan, matando a dos civiles, trabajadores de una fábrica. Se les da una segunda oportunidad en el hotel del pueblo y sala de banquetes, Monopol.
Mientras, se está organizando una fiesta en honor al nombramiento de un ministro menor, y alcalde del pueblo, por su asistente, Drewnowski (Bogumił Kobiela). Éste es de hecho un agente doble, presente en el anterior intento fallido de asesinar al comisario comunista. Maciek consigue una habitación contigua a su objetivo tras encandilar al recepcionista hablando de Varsovia, ciudad natal de ambos. Mientras él y Andrzej esperan para cumplir su misión, se enamora de la camarera del hotel, Krystyna (Ewa Krzyżewska). Ante esto, sus ideales y convicciones son puestos a prueba ante la esperanza de un futuro mejor.